# Heron Tower
La Heron Tower (ufficialmente 110 Bishopsgate, dall'indirizzo dove è situata) è un grattacielo commerciale di Londra, nel Regno Unito. Si erge per un'altezza di 230 metri, compresi i 28 metri del montante,
ed è l'edificio più alto del quartiere finanziario della Città di Londra, il terzo più alto della capitale dopo The Shard a Southwark e One Canada Square a Canary Wharf. La Heron Tower si trova a Bishopsgate e confina con Camomile Street, Outwich Street e Houndsditch.
La costruzione dell'edificio iniziò nel 2007 e fu terminata nel 2011. È di proprietà di Heron International e nel maggio 2014 un contratto quindicennale l'ha ribattezzata Salesforce Tower, dall'affittuario Salesforce.com, che occupa sei piani e il 18 % dello spazio totale degli uffici dell'edificio. I membri del City of London Council hanno poi votato per annullare il cambio di nome, favorendo la decisione di chiamare la struttura 110 Bishopsgate, in riferimento al suo indirizzo. La torre inizialmente ha cercato di attirare inquilini nel pieno della crisi economica scoppiata nel 2008, tuttavia attualmente il 90% è in locazione o in offerta.

## Progettazione
Il progetto porta la firma degli architetti Kohn Pedersen Fox, i quali inizialmente avevano previsto per la torre un'altezza di solo 183 m, identica a quello della Tower 42, l'edificio più alto della Città di Londra dal 1980.
Appena fu annunciata la sua costruzione imminente, attirò qualche polemica per la sua vicinanza alla Cattedrale di San Paolo, quando vista dal Waterloo Bridge. English Heritage era soprattutto la prima associazione ad esprimere preoccupazioni. Un'inchiesta pubblica è stata successivamente tenuta, il cui esito è stato deciso dal vice primo ministro John Prescott, che si pronunciò a favore degli sviluppatori. La definitiva approvazione governativa alla costruzione è stata data nel luglio 2002.
Tre anni dopo, il progetto doveva ancora andare in porto. Nel settembre 2005 la Heron Property Corporation presentò una domanda di costruzione per aumentare l'altezza del suo edificio. La revisione del progetto proponeva un'altezza di 202 metri per il tetto della struttura, sormontato da una guglia di 28 metri, conferendo all'edificio un'altezza complessiva di circa 230 metri. Se da un lato il progetto è rimasto invariato circa lo stile della struttura, dall'altro il tetto è stato affinato, così come le facciate meridionali. Fu solo nel gennaio 2006 che il progetto rivisto ricevette l'approvazione della City of London Corporation.
Nel febbraio 2013 è stato rivelato al The Times che tra i sostenitori della Tower Heron bisogna includere il principe Abdul Aziz bin Fahd, il figlio del defunto re Fahd dell'Arabia Saudita.

### Interni
La Heron Tower è stata progettata per caratterizzare una zona d'ingresso di accoglienza in stile e accoglienza, che incorpora un acquario da 70'000 litri d'acqua contenente circa 1.200 pesci. L'acquario è il più grande esempio di proprietà privata nel Regno Unito e contiene più di 60 specie di pesci in un intero ecosistema sostenibile; le specie sono state selezionate da biologi esperti ed amanti degli animali, al fine di garantire la compatibilità e l'adattabilità all'ambiente. Il serbatoio è curato a tempo pieno da un team di due addetti ai pesci, che nutrono gli animali seguendo una dieta ricca di ingredienti naturali in base alle loro esigenze e controllano il serbatoio per la chimica dell'acqua e la salute dei pesci. Inoltre, 2 o 3 sub part-time puliscono regolarmente la "scenografia" e il vetro.
Un bar-ristorante chiamato The Drift occupa una parte del piano terra e del primo. Ci sono poi un ristorante e un bar con vista affittati a Sushi Samba e Duck & Waffle, entrambi aperti al pubblico, ai piani 38-40. Situati a 175 metri al di sopra della città e con un accesso mediante ascensori panoramici o mediante un ingresso dedicato, il ristorante e il bar sono dotati anche di terrazze esterne.

### Ambiente
La struttura utilizza dei pannelli fotovoltaici per produrre energia rinnovabile e pulita.

## Costruzione
Nel marzo 2007, è stato confermato che Heron aveva firmato un accordo di finanziamento con il Fondo di riserva generale dello Stato di Oman per fornire il capitale necessario al completamento della struttura. A seguito della nomina di Skanska, l'azienda che ha seguito la costruzione dell'edificio la forma di cetriolo 30 St Mary Axe, come principale appaltatore, sono iniziati i lavori sul sito al n°110, Bishopsgate, a metà del 2007.
Costruzione completa è iniziata nell'aprile del 2008, in fase di installazione con pali di fondazione e gabbie d'acciaio tondo per cemento armato, mentre la prima gru torre fu eretta nel mese di giugno. Nel mese di agosto una seconda gru a torre fu eretta, seguita da una terza e ultima gru nel mese di settembre. Ai primi di ottobre, le prime travi in acciaio sono apparsi sul sito, con il nucleo visibile sopra il livello della strada. Nel mese di novembre la carpenteria è temporaneamente ultimata e viene versato cemento a costituire le lastre di base.
La messa a punto dell'anima in acciaio (steelwork in inglese) ricominciò il 19 gennaio 2009. La velocità di costruzione poi aumentò, con i piani che venivano edificati con un ritmo di due in due, ciascuno dei quali richiedeva una quindicina di giorni per la messa in sicurezza. Il primo rivestimento è stato applicato il 22 maggio.
Nel mese di luglio, Heron, Skanska e Kohn Pederson Fox tennero una cerimonia incentrata sull'inserimento di una capsula del tempo nel sito, dopo aver ultimato le fondamenta della torre. La capsula contiene una serie di elementi di rilevanza per la Heron Tower e comprende anche un guscio di tartaruga in linea con i principi del Feng Shui.
Nel mese di ottobre 2009, la torre raggiunse i 34 piani e poco più di 150 metri, dati sufficienti a poterla giudicare uno skyscraper, cioè un grattacielo. Pochi giorni dopo, la costruzione subì una prima battuta di arresto: mancava un intero set di stanze disposte su tre piani nonché gli ultimi 50 metri ancora da costruire, in poche parole mancava la parte superiore della torre. Due settimane più tardi, a novembre, i lavori ripresero a pieno regime e si superò la quota di 164 metri. Entro la fine del 2009, la costruzione raggiunse il 44º piano, superando la Tower 42, rimasta l'edificio più alto della City per 30 anni. In sintonia con lo spirito natalizio, le gru furono decorate con delle luci colorate.
Il 12 aprile 2010, Heron tenne una topping out ceremony (in inglese to top out significa "raggiungere la cima"), una cerimonia per celebrare il completamento strutturale dell'edificio, alla presenza del sindaco di Londra. Il 22 luglio 2010 fu aggiunta la guglia, portando l'altezza dell'edificio a 230 metri . Nel gennaio 2011 l'acquario è stato consegnato e poi installato.

## Affitto
Lo studio legale McDermott Will & Emery è stato il primo "inquilino" della torre, firmando un accordo nel luglio 2010 per ottenere una percentuale di spazio nell'edificio, quando ancora la torre era in costruzione. Ad ogni modo, all'epoca la struttura ha faticato a trovare un numero sufficiente di affittuari. Basti pensare che a settembre 2013 solo il 59% dello spazio totale era stato occupato o semplicemente acquistato. Di conseguenza, il progetto ha richiesto un rifinanziamento da parte di Starwood Capital Group, che è intervenuto per fornire alla struttura un finanziamento di ben 288 milioni di sterline per evitare il fallimento del progetto.
Gli ultimi piani dell'edificio sono occupati dai ristoranti di proprietà di Sushi Samba e di Duck & Waffle.

## Heron Plaza
La torre costituirà il fulcro della Heron Plaza, un progetto in loco portato avanti dalla Heron International e che prevede l'inserimento di nuovi spazi pubblici e di una rete di piazze e giardini. Nel luglio 2009, Heron International ha confermato di aver firmato degli accordi con Four Seasons Hotels and Resorts per sviluppare un progetto ad uso misto, come componente di Heron Plaza. Nel gennaio 2011, Heron ha annunciato che la licenza edilizia per lo sviluppo di nuove strutture ha ricevuto finanziamenti.

## Galleria d'immagini

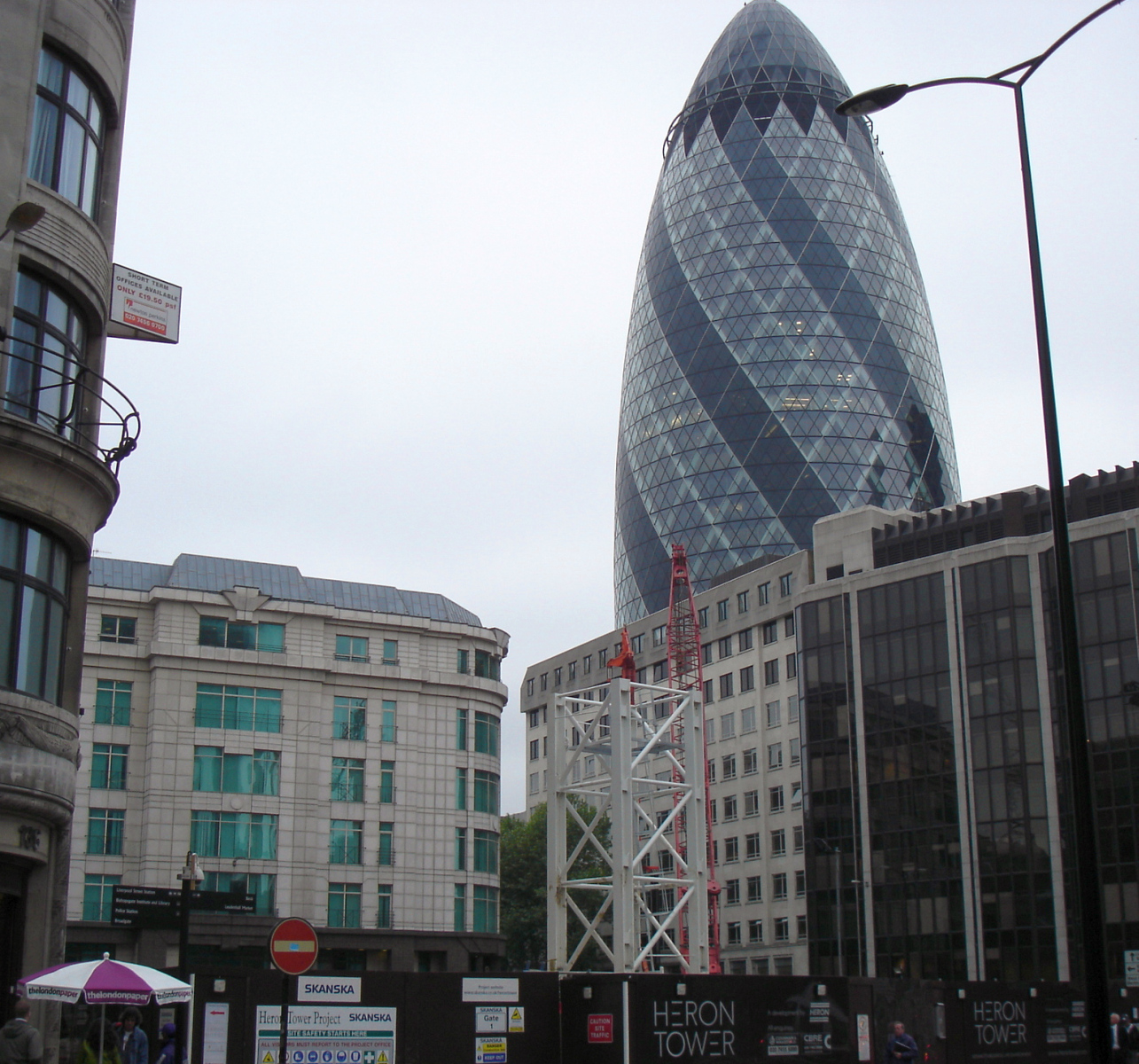
Maggio 2008
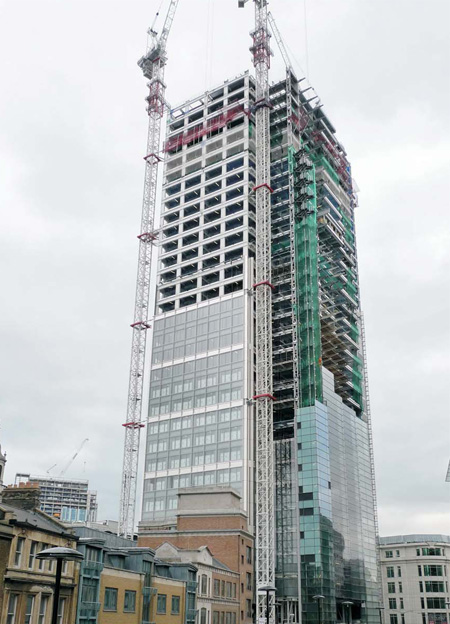
Ottobre 2009
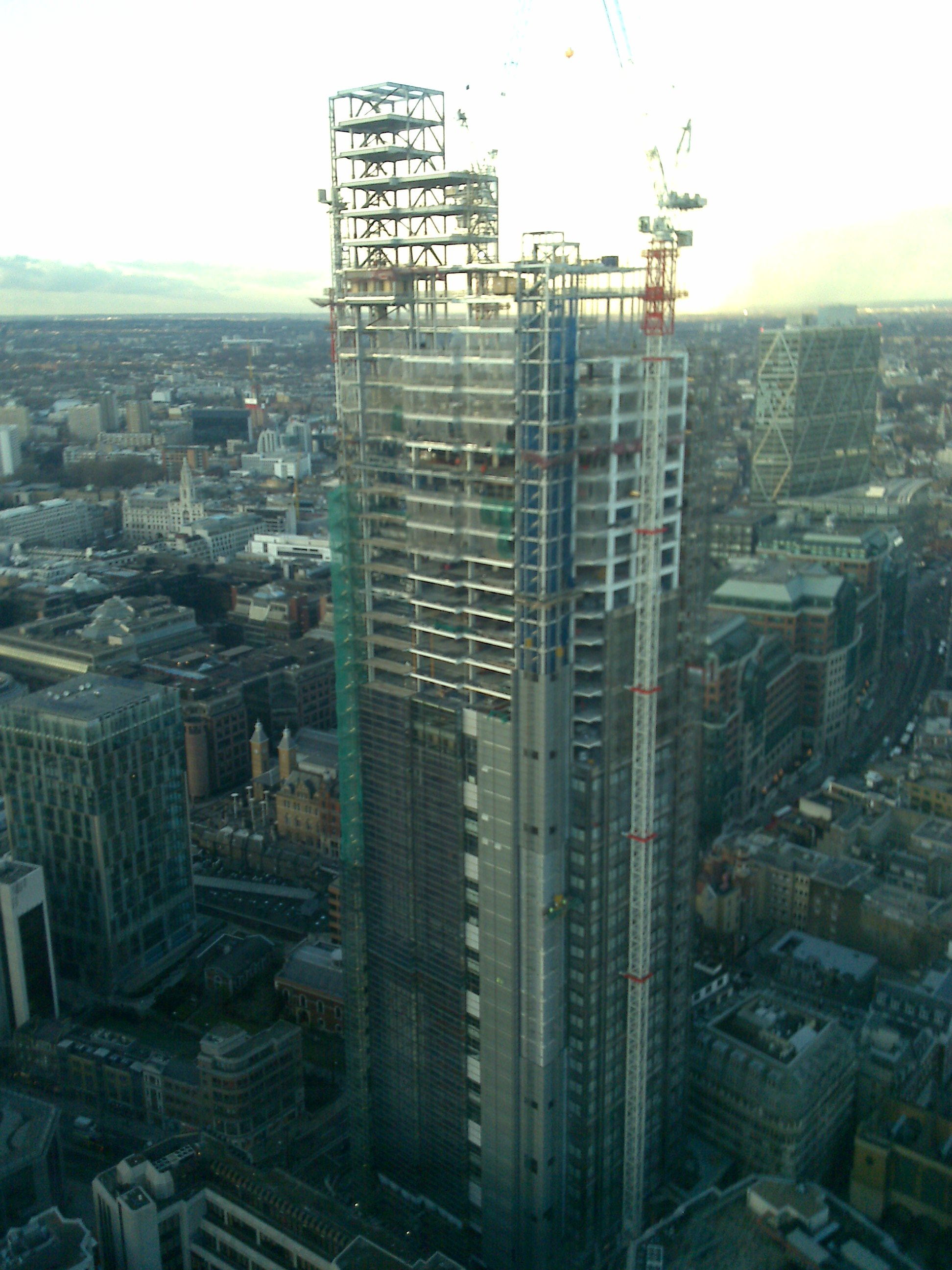
Gennaio 2010
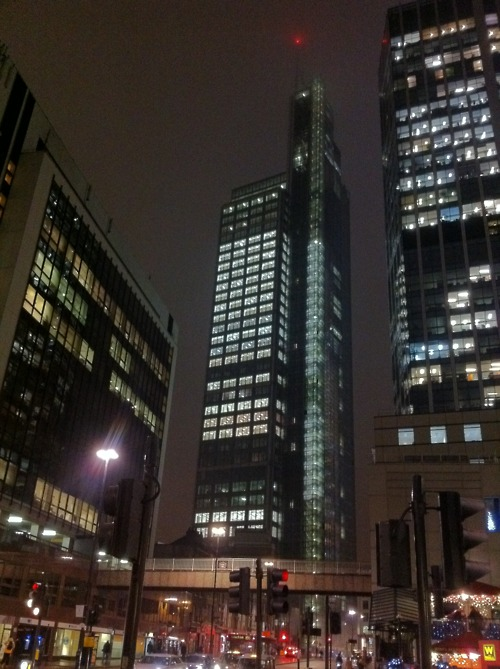
Dicembre 2010